# Ponte Amedeo IX
Il ponte Amedeo IX è un ponte monumentale di Torino sulla Dora Riparia. Sorge tra via Orvieto e via Livorno, nel Parco Dora.

## Storia

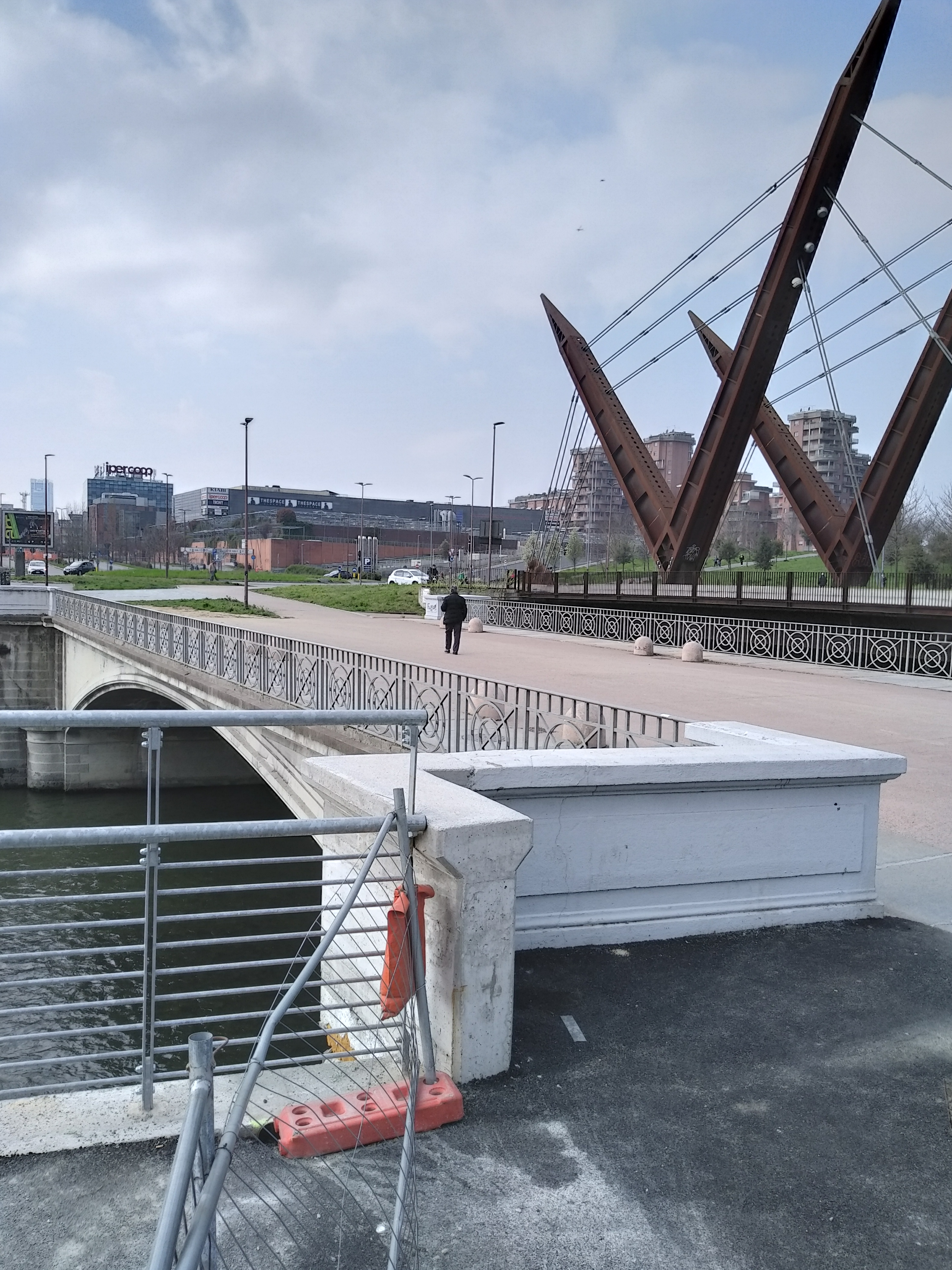
Vecchio e nuovo ponte

Il ponte venne costruito in cemento armato, materiale a quei tempi innovativo, con la tecnica dell’arcata unica ribassata, e fu inaugurato nel 1912. Fu intitolato al Amedeo IX di Savoia, detto "il Beato".
Nel luglio del 2011 venne sostituito da un ponte strallato in grado di smaltire un maggiore traffico veicolare, collocato ad ovest del vecchio ponte e che ereditò il nome di ‘’ponte Amedeo IX il Beato’’. Il vecchio ponte venne quindi intitolato alle ‘’Vittime dell'Immigrazione ‘’ e fu riconvertito all’uso ciclo-pedonale.

## Bibliografia

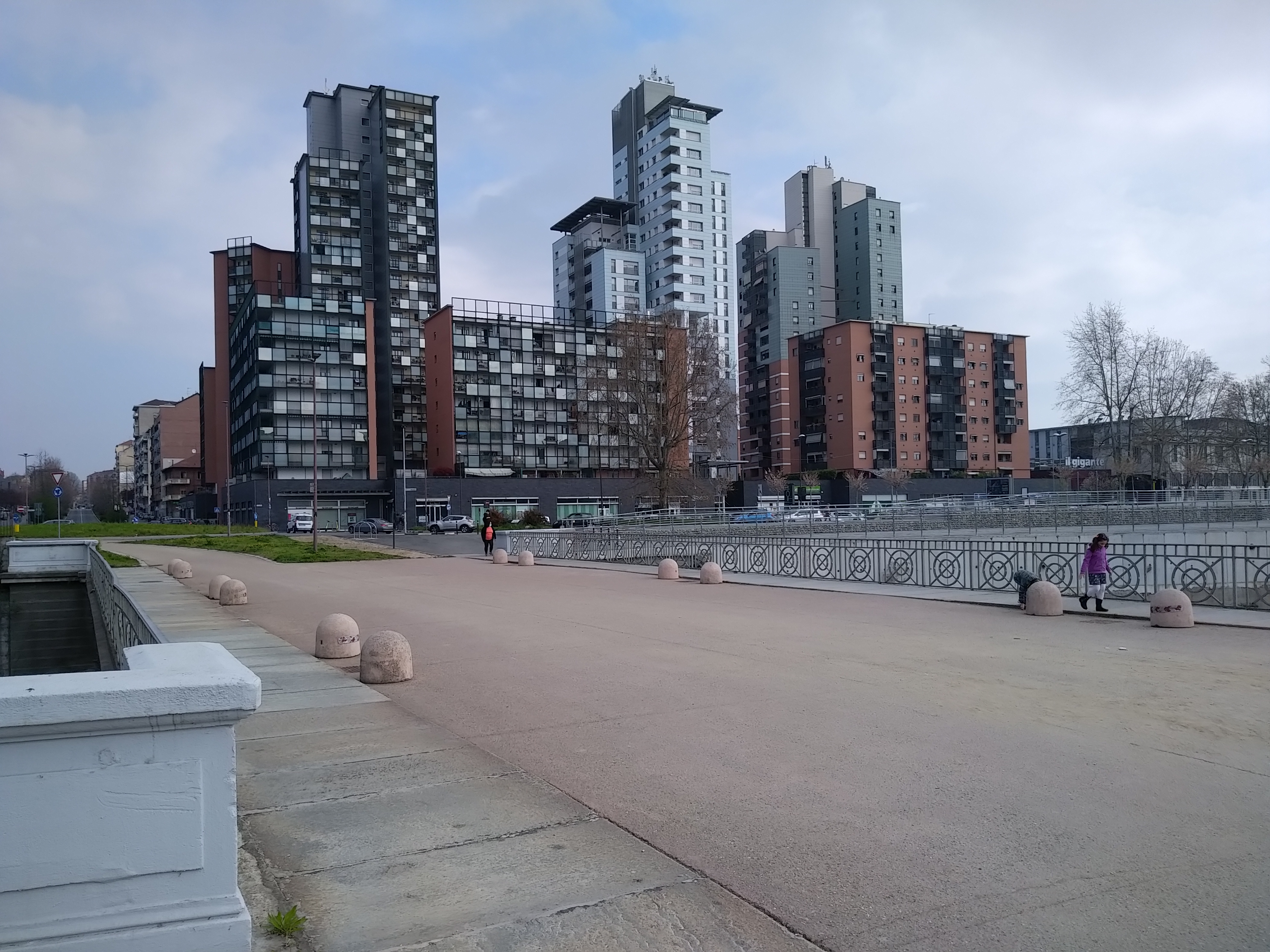
Il ponte pedonale